# 力場 (化学)

力場はエタン分子の結合伸縮エネルギーを最小化するために使用されている。

分子モデリングの文脈における力場（りきば、英: force field）は、粒子の系（通常分子および原子）のポテンシャルエネルギーを記述するために用いられる関数の式および媒介変数を意味する。力場関数および媒介変数（パラメータ）セットは、実験ならびに高レベルの量子力学計算に由来する。「全原子」力場は水素を含む系の全ての種類の原子のパラメータを提供するが、「融合原子 (united-atom)」力場は、メチルおよびメチレン基中の水素および炭素原子を単一の相互作用中心として扱う。タンパク質の長時間シミュレーションに頻繁に使用される「粗い (corse-grained)」力場は、計算の効率性を上げるためにより粗い表現を用いる。
化学および計算生物学における「力場」という用語の用法は、物理学における標準的な用法とは異なっている。化学では、ポテンシャルエネルギー関数の系であり、物理学で定義される力場はスカラーポテンシャルの勾配である。

## 関数形式

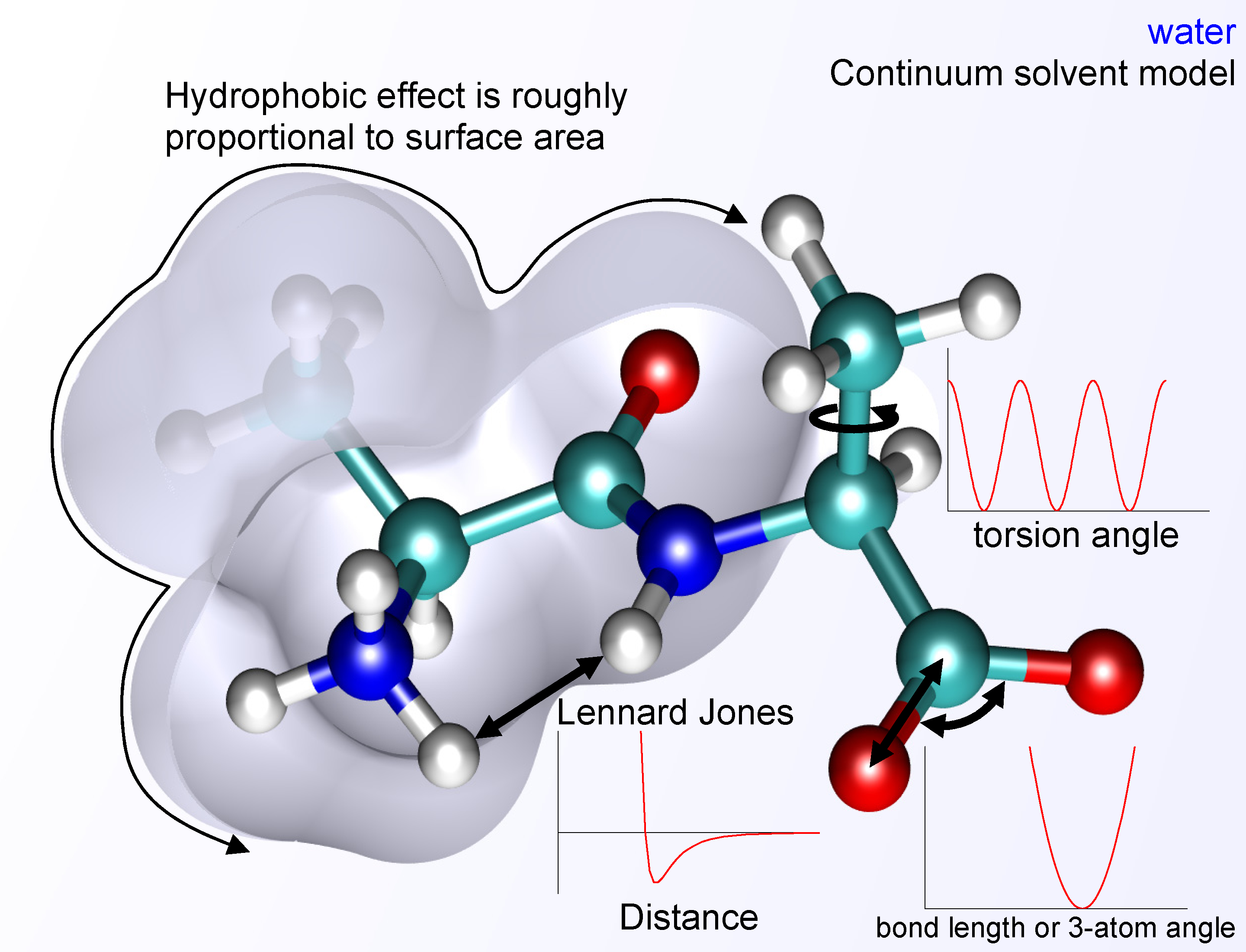
連続体溶媒と分子力学ポテンシャルエネルギー関数

力場の基本関数形式は、共有結合で結ばれた原子と関係する結合項ならびに長距離静電力およびファンデルワールス力て描写される非結合項を含んでいる。これらの項の具体的な分解は力場に依存するが、加法的な力場における全エネルギーに対する一般的な形式は{\displaystyle \ E_{\text{total}}=E_{\text{bonded}}+E_{\text{nonbonded}}}と書くことができる。共有結合および非共有結合の寄与は以下の総和で与えられる。
{\displaystyle {\begin{aligned}E_{\text{bonded}}&=E_{\text{bond}}+E_{\text{angle}}+E_{\text{dihedral}}\\E_{\text{nonbonded}}&=E_{\text{electrostatic}}+E_{\text{van der Waals}}\end{aligned}}}
結合および角度項は通常、結合の開裂を許さない調和振動子でモデル化される。より高い伸縮状態にある共有結合のより現実的な描写はより高級なモースポテンシャルで与えられる。その他の結合項の関数形式はそれぞれ大きく異なっている。適正二面角項は通常含まれる。さらに、芳香環およびその他の共役系の平面性を強調するための「不適切なねじれ」項や、角度や結合長といった異なる内部変数の相互作用を記述する「交差項」も加えられる。一部の力場は水素結合のための明示的な項を含んでいる。
非結合性相互作用は、最も計算的にコストが大きい。そのため一般的には2体間のエネルギーのみを相互作用として考慮する事が多い。ファンデルワールス項は通常レナード＝ジョーンズ・ポテンシャルを用いて、静電項はクーロンの法則を用いて計算される。しかし、そのどちらについても、分極率を考慮するために、定数倍されるなどの調整がされる事がある。この形式の力場はもともと1970年代に生体分子を再現するために研究されてきたものだが、2000年代初頭に周期表の他の化合物（金属、セラミック、鉱物、有機化合物）に対して適用できるように一般化されてきた。

## パラメータ化
ポテンシャルの関数型に加えて、力場はそれぞれの原子の種類のための一連のパラメーターを定義する。例えば、力場はカルボニル基やヒドロキシ基中の酸素原子のための異なるパラメーターを含んでいる。典型的なパラメータセットは個別の原子について原子質量、ファンデルワールス半径、部分電荷の値を、結合した原子のつながりについて結合長、結合角、二面角の平衡値を、それぞれのポテンシャルについての有効バネ定数に対応する値を含む。現在のほとんどの力場は、それぞれの原子の電荷に局所的な静電環境によって影響されない単一の値が割り当てられている「固定電荷」モデルを用いている。次世代の力場では、近隣の原子との静電相互作用によって粒子の電荷が影響を受ける分極性モデルが取り込まれている。例えば、分極性は誘起双極子を導入することによって近似できる。また、ドルーデ粒子（それぞれの分極可能原子にバネ様の調和ポテンシャルによってつながれた質量のない電荷を持つ仮想部位）によって表現することもできる。一般的に使用される力場への分極性の導入は局所的静電場の計算に関連する高い計算コストによって阻害されてきている。
多くの分子シミュレーションがタンパク質、DNA、RNAといった生体高分子を含むが、任意の原子の種類についてのパラメータは実験的研究および量子計算によってより扱いやすい小さな有機分子の観測から一般に得られている。種々の力場は、気化のエンタルピー（OPLS）や昇華のエンタルピー、双極子モーメント、様々な分光学的パラメータといった異なる種類の実験データから得ることができる。パラメータセットおよび関数形式は自己無撞着となるように力場開発者によって定義される。ポテンシャル項の関数形式は非常に類似した力場間（あるいは同じ力場のバージョン間）でさえも大きく異なっているため、ある力場からのパラメータは異なる力場からのポテンシャルと共に決して用いてはならない。

## 制約
全ての力場は様々な近似と実験データに基づいている。したがって、これらは「経験的」であると言われる。力場によって、密度汎関数理論による計算結果よりも高い精度で力を予測できるものから、あてずっぽうでしかないものまで、また、密度汎関数理論でアクセスできるよりも百万倍大きい系や長時間の計算を可能にするものもある。化学結合の高精度な表現を再現性のある実験データとともに使用することで、密度汎関数理論による計算結果と同等の精度を持つ原子間ポテンシャルをより少ないパラメーターと仮定で再現することが出来る。
主要な制約の一つとして原子電荷の表現がある。大半の力場は分子周辺の静電場を再現するために点電荷を使っているが、点電荷による表現は非等方的な電荷分布に対して精度が低下する事がわかっている。しかしながら、点電荷は非常に解釈が容易であり、また、仮想的な電子を追加する事で、金属の系における鏡像電荷による追加の分極や、π共役分子内部の多重極子モーメントや、水の孤立電子対などのような複雑な電子的構造の本質的な性質を再現することも出来る。　環境による電子的な分極は分極可能な力場（分極力場）か 、巨視的な誘電率モデルを使う事でより良く再現することが出来る。しかしながら、単一の値の誘電率を使うことは、例えばタンパク質や生体膜や鉱物や電解質などのように非常に不均一な環境では非常に粗い近似となる。
あらゆる種類のファンデルワールス力も、これらの力が誘起双極子と「一時的」な双極子の相互作用に由来しているため、環境に強く依存している。これらの力に関するフリッツ・ロンドンの元々の理論は真空中においてのみ適用可能である。凝集媒質中でのファンデルワールス力のより一般的な理論は1963年にA. D. McLachlanによって開発された（この理論は元のロンドンのアプローチを特殊な場合として含む）。McLachlan理論は媒質中でのファンデルワールス力が真空中よりも弱く、異なる種類の原子は同じ種類の原子よりも弱く相互作用すことを意味する「like dissolves like」則に従うことを予測する。これは古典力場の開発に応用された連結則（スレイター＝カークウッド方程式）と対照的である。「連結則」は、2つの異なる原子（例えばC…N）の相互作用エネルギーは、対応する同一原子の対（すなわちC…CおよびN…N）の相互作用エネルギーの平均である、と述べる。McLachlanの理論によれば、媒質中での粒子の相互作用は、液体ヘリウムについて観測されるように、完全に反発的にもなりうる。異なる材料間の引力（ハーマーカー定数として知られる）の直接的測定はJacob Israelachviliの著書によって説明される。Jacob Israelachviliの著書「Intermolecular and surface forces」では、「水中での炭化水素間の相互作用は真空中での相互作用の約10%である」と結論付けられている。このような効果は2体間の相互作用を使った分子動力学計算で密度の高い凝集相においても密度の低い気相に対して、いったんすべての相において化学結合や密度、吸着/表面エネルギーが検証されていれば、再現することが出来る。
もう一つの制約は、タンパク質の立体構造の精緻化といった実際的応用についても強く感じられている。この問題における大きな課題は高分子の立体構造の探索空間が非常に大きくなり、20モノマーを超えると現在の標準的な計算機での計算が難しくなることにある。CASP（Critical Assessment of protein Structure Prediction）の参加者らが「分子力学の主要な問題、すなわちエネルギー最小化あるいは分子動力学が一般的に実験構造とは似ていないモデルを導くこと」を避けられるように彼らのモデルの改良を試みなかった事は知られていた。力場は種々のX線結晶構造解析およびNMR分光法において、特にXPLORプログラムを用いたタンパク質構造の精緻化にうまく適用されてきた。しかしながら、このような精緻化は一連の実験的制約によって主に決定され、力場は単に原子間障害を取り除くために使われるに過ぎない。計算の結果はDYANAプログラムに実装されている剛球体ポテンシャル（NMRデータからの計算）あるいはエネルギー関数を用いない結晶構造精緻化のためのプログラムによるものと実質的に同じである。力場の欠陥はタンパク質のホモロジーモデリングにおける主要な障害であり続けている。このような状況から、リガンドドッキングやタンパク質折り畳み、ホモロジーモデルの精緻化、計算によるタンパク質設計、膜中のタンパク質のモデリング専用の経験的スコアリング関数が開発されることとなった。
タンパク質向けの力場はタンパク質折り畳みあるいはリガンド結合に対して的外れなエネルギーを用いて動いているという意見も存在する。典型的なタンパク質向けの力場のパラメータは昇華のエンタルピー、すなわち分子結晶の蒸発のエネルギーを再現する。しかしながら、タンパク質折り畳みおよびリガンド結合は、凝集媒質中での運動性の分子の「凍結」に似ているために、結晶化あるいは液体-固体転移と熱力学的に非常に似ている事がわかっている。したがって、タンパク質折り畳みあるいはリガンド結合の間の自由エネルギー変化は融解熱（分子結晶の融解の間に吸収されるエネルギー）、配座エントロピーの寄与、溶媒和自由エネルギーに似たエネルギーの組み合わせに相当するはずである。融解熱は昇華エンタルピーよりも著しく小さい。ゆえに、タンパク質折り畳みあるいはリガンド結合を記述するポテンシャルは、例えばInterface Force Field(IFF)に記載されているように、より一貫したパラメーター化の手順に従う必要がある。実際に、タンパク質中の水素結合のエネルギーは、タンパク質工学あるいはαヘリックスからコイルへの遷移データから見積った時は ~ -1.5 kcal/molであるが、分子結晶の昇華エンタルピーから見積った同じエネルギーは-4 ～ -6 kcal/molであった。この違いは、新規に水素結合が生成されるわけではなく、既存の水素結合が再配置される事に関連している。また、タンパク質工学データに由来する改良レナード＝ジョーンズ・ポテンシャルの深さは典型的な力場のものよりも小さく、McLachlanの理論によって予測されるように「like dissolves like（似たもの同士はよく溶ける）」則に従っている。

## 将来展望
分子力学法あるいは力場は1949年にHillおよびWestheimerによって独立に発表され、歪みエネルギーといった性質を推定するために主に有機化学分野に応用された。生物系に適用される力場の関数型は1960年代にLifsonによって確立された。半世紀にわたって、力場は我々の役に立ち、生体分子の構造および機能について有用な見識ならびに解釈を与えてきた。間違いなく、力場は、その計算効率の高さから、これからも広く使われ続けるであろう。一方でその信頼性も改良され続けるであろう。けれでも、上述したように力場には多くの周知の欠陥が存在する。加えて、任意の力場で用いられるエネルギー項の数は一意的に決定することは出来ず、高度に重複した自由度の数が通常用いられている。その結果として、異なる力場における「パラメータ」は大幅に異なっている。もちろん、標準の一対ポテンシャルへの分極の導入は非常に有用であろう。しかしながら、分極の量子力学的起源により、分子力学法において分極を取り扱うための固有の方法は存在しない。その上、我々は分子ゆらぎにおける力場自身の動的依存性に由来する性質により興味があることが多い。
一つの可能性は将来、力場を構築するために量子力学を露に用いることによって現在の分子力学的アプローチを超えて力場が発展する、というものである。密度フィッティングや結合分極といった後述する数多くの「分極力場」は、既にこの目標に向かう重要な要素のいくつかを取り入れている。明示的分極（X-Pol）手法は、量子力場のために基礎的な理論的枠組みを確立しているように見える。次の段階は、古典力学よりも正確な結果に達するために必要なパラメータの開発である。

## よく知られている力場
種々の力場が種々の目的のために設計されている。
MM2は、主に炭化水素とその他の小有機分子の配座解析のためにノーマン・アリンジャーによって開発された。MM2は分子の平衡構造をできるだけ正確に再現するように設計されている。MM2には多くの異なる有機化合物の分類のために継続的に改良、更新された多くのパラメータが実装されている（MM3およびMM4）。
CFFは、一般的な分子ならびに分子結晶のエネルギー、構造、振動を統合的に研究するための一般的手法としてWarshel、Lifsonらによって開発された。LevittおよびWarshelによって開発されたCFFプログラムは全原子の直交座標表現に基づいており、多くの後続のシミュレーションプログラムの基盤となる。
ECEPPはペプチドおよびタンパク質のモデリング専用に開発された。ECEPPはポテンシャルエネルギー表面を単純化するために固定されたアミノ酸残基の幾何構造を用いている。ゆえに、エネルギー最小化はタンパク質のねじれ角の空間において行われる。MM2およびECEPPはどちらも水素結合のためのポテンシャルと単結合の周りの回転を記述するためのねじれポテンシャルを含んでいる。ECEPP/3はInternal Coordinate Mechanics (ICM) およびFANTOMに実装されている。
AMBER、CHARMM、GROMOSは高分子の分子動力学のために主に開発されてきたが、エネルギー最小化には一般的に適用されている。したがって、全原子の座標が自由変項として考慮される。

### 古典的力場
- AMBER (Assisted Model Building and Energy Refinement) - タンパク質およびDNAに対して広く使われている。
- CHARMM (Chemistry at HARvard Molecular Mechanics) - ハーバード大学で開発され、小分子と高分子の両方に対して広く使われている。
- CVFF - 小分子と高分子の両方に対して広く使われている[要出典]。
- COSMOS-NMR - 様々な無機化合物、有機化合物、生体高分子に適応させたQM/MMハイブリッド力場であり、原子電荷とNMR特性の半経験的計算を含む。COSMOS-NMRはNMRに基づく構造解明に最適化されており、COSMOS分子モデリングパッケージに実装されている[42]。
- GROMOS - 生体分子系の研究のための汎用分子動力学コンピュータシミュレーションパッケージであるGROMOS（GROningen MOlecular Simulation package）の一部として生まれた力場。GROMOS力場（A-バージョン）はタンパク質、核酸、糖の水溶液あるいは非極性溶液に対する適用のために開発されてきた。しかしながら、孤立した分子のシミュレーションのための気相バージョン（B-バージョン）も利用可能である。
- OPLS (Optimized Potential for Liquid Simulations) （OPLS-AA、OPLS-UA、OPLS-2001、OPLS-2005バリエーションが含まれる） - エール大学のWilliam L. Jorgensenによって開発された。
- ECEPP[43] - ポリペプチド分子のための初の力場。F.A. Momany、H.A. Scheragaらによって開発された[44][45]。
- QCFF/PI – 共役分子のための汎用力場[46][47]
- UFF - アクチノイドを含む周期表の全原子を網羅したパラメータを持つ汎用力場。コララド州立大学で開発された[48]。
- COMPASS (Condensed-phase Optimized Molecular Potentials for Atomistic Simulation Studies) - developed by H. Sun Molecular Simulations Inc.においてH. Sunによって開発された。凝縮相における様々な分子についてパラメータ化されている。現在はAccerlysから入手可能である[49]。
- MMFF (Merck Molecular Force Field) - メルクによって開発された。幅広い分子を扱う。
- MM2、MM3、MM4 - ノーマン・アリンジャーによって開発された。幅広い分子についてパラメータ化されている。
- QVBMM - Vernon G. S. Boxによって開発された。全ての生体分子と幅広い有機分子についてパラメータ化されている。StruMM3D (STR3DI32) に実装されている。
- TraPPE - ミネソタ大学のSiemannのグループによって開発された分子力学力場ファミリー。複雑な化学系の分子シミュレーション用。

### 分極力場
- X-Pol: the Explicit Polarization Theory（明示的分極理論）[35][36] - ミネソタ大学のJiali Gaoによって発表されたフラグメントに基づく電子構造法。非経験的ハートリー＝フォック (HF) や半経験的分子軌道理論、相関波動関数理論、コーン＝シャム (KS) 密度汎関数理論 (DFT) のいずれのレベルの理論においても使用することができる。
- CFF/indおよみENZYMIX – 初の分極力場[50]。
- DRF90 -  P. Th. van Duijnenと共同研究者らによって開発された。
- PIPF – The polarizable intermolecular potential for fluids（流体のための分極分子間ポテンシャル）は有機液体および生体高分子のための誘導点-双極子力場である。分子分極はTholeの相互作用双極子（TID）モデルに基づいており、ミネソタ大学のJiali Gaoによって開発された[51][52]。
- PFF (Polarizable Force Field)  - Richard A. Friesnerと共同研究者によって開発された[要出典]。
- SP-basis Chemical Potential Equalization (CPE) 法 - R. ChelliとP. Procacciによって開発された[要出典]。
- CHARMM分極力場  - S. Patel（デラウェア大学）とC. L. Brooks III（ミシガン大学）によって開発された[53][54]。
- AMBER分極力場 - Jim Caldwellと共同研究者によって開発された[要出典]。
- 古典的ドルーデ振動子に基づくCHARMM分極力場 - A. MacKerell（メリーランド大学ボルチモア校）とB. Roux（シカゴ大学）によって開発された[55][56]。
- SIBFA (Sum of Interactions Between Fragments Ab initio computed) 力場[57][58] - 小分子ならびに柔軟なタンパク質ための力場。 Nohad Gresh（パリ第5大学）Jean-Philip Piquemal（パリ第4大学）によって開発された。SIBFAはab initio超分子計算に基づいて作成、調整された分子力学手法である。その目的は、生物学的、薬理学的に関連する分子の結合特異性を決定する分子間エネルギーと配座エネルギーの両方の同時かつ信頼性のある計算を可能にすることである。この手法は遷移金属を正しく取り扱うことができる。配位子場の寄与を含むことによって「開殻」金属タンパク質の計算が可能になっている。
- AMOEBA (Atomic Multipole Optimized Energetics for Biomolecular Applications) 力場[59] - Pengyu Ren（テキサス大学オースティン校）とJay W. Ponder（ワシントン大学）によって開発された。
- ORIENT法[60]
- Non-Empirical Molecular Orbital（NEMO、非経験的分子軌道）法 - Gunnar Karlströmと共同研究者（ルンド大学）によって開発された[61]。
- Gaussian Electrostatic Model (GEM)[58][62][63] - Thomas A. Darden、G. Andrés（NIEHS）とJean-Philip Piquemal（パリ第5大学）によって開発された密度フィッティングに基づく分極力場。
- キム＝ゴードン法に基づく分極手法 - Jürg Hutterと共同研究者（チューリッヒ大学）によって開発された[要出典]。
- COSMOS-NMR (Computer Simulation of Molecular Structure) - Ulrich Sternbergと共同研究者によって開発された。QM/MMハイブリッド力場は、高速BPT形式による局在化結合軌道を用いた静電的性質の明示的量子力学計算を可能にする[64]。原子電荷の揺らぎは、一つ一つの分子動力学ステップにおいて可能である。

### 反応力場
- ReaxFF - Adri van Duin、William Goddard、共同研究者によって開発された反応力場（原子間ポテンシャル）。高速で、移動可能であり、化学反応の原子スケールの動的シミュレーションのための計算手法である[65]。並列化ReaxFFは 100万原子を超える系の反応シミュレーションが可能である。
- EVB (empirical valence bond) - Warshelと共同研究者らによって発表されたこの反応力場は、種々の環境における化学反応のモデリングにおいて力場を用いたおそらく最も信頼性の高く物理的に矛盾のない手法である。EVBは凝集相や酵素における実際の活性化自由エネルギーの計算を容易にする。
- RWFF - Detlef W. M. Hofmann、Liudmila N. Kuleshova、Bruno D'Aguannoによって開発された水のための反応力場。非常に高速でありTemplate:Quantify、中性子散乱の実験データを正確に再現し、水と酸の結合形成/切断のシミュレーションが可能である[66]。

### 粗視化力場
- VAMM (Virtual atom molecular mechanics) - Cα原子の仮想相互作用に基づく大規模なコンホメーション遷移といった分子力学計算のためにKorkutとHendricksonによって開発された粗視化力場。知識に基づく力場であり、タンパク質における二次構造と残基特異的な接触情報に依存した特性を捕えるように作成されている[67]。
- MARTINI - フローニンゲン大学のMarrinkと共同研究者によって開発された粗視化ポテンシャル。当初は脂質の分子動力学シミュレーションのために開発され[68]、後に様々な分子に拡張された。力場は1つのCG相互作用部位に4つの重原子のマッピングを適用し、熱力学性質を再現する目的でパラメータ化されている。

### 水モデル
水あるいは水溶液のモデル化のために用いられる一連のパラメータ（基本的には水のための力場）は、水モデルと呼ばれる。水はその独特な性質と溶媒としての重要性によって大きな注目を集めてきた。これまでに多くの水モデルが提唱されている（TIP3P、TIP4P、SPC、Flexible SPC、ST2等）。

### 翻訳後修飾および非天然型アミノ酸
- Forcefield_PTM[69] - Chris Floudasと共同研究者によって開発されたタンパク質における一般的なアミノ酸の翻訳後修飾のモデリングのためのAMBERベースの力場およびウェブツール。ff03電荷モデルを利用しており、量子力学的回転表面に合うようにパラメータ化された複数の側鎖のねじれ補正を含む[70]。
- Forcefield_NCAA[71] - ff03電荷モデルを使用した凝集相シミュレーションにおける一般的な非天然型アミノ酸のモデリングのためのAMBERベースの力場およびウェブツール[72]。電荷は、対応する側鎖アナログの水和自由エネルギーと相関していると報告されている[73]。

### その他
- VALBOND - 原子価結合理論に基づく角度の折れ曲りのための関数であり、大きな角度の歪み、超原子価分子、遷移金属錯体に有効である。CHARMMやUFFといったその他の力場に取り入れることができる。

## 推薦文献
- Israelachvili, J. N. (1992). Intermolecular and surface forces. San Diego: Academic Press. ISBN 0-12-375181-0
- Schlick, T. (2002). Molecular Modeling and Simulation: An Interdisciplinary Guide. Interdisciplinary Applied Mathematics: Mathematical Biology. New York: Springer-Verlag. ISBN 0-387-95404-X
- Warshel, A. (1991). Computer Modeling of Chemical Reactions in Enzymes and Solutions. New York: John Wiley & Sons. ISBN 0-471-53395-5